# Amata elisa
Amata elisa är en fjärilsart som beskrevs av Butler 1876. Amata elisa ingår i släktet Amata och familjen björnspinnare. Inga underarter finns listade i Catalogue of Life.